# الخطوط العريضة للعلوم العصبية
يقدم المخطط التالي لمحة عامة ودليل مواضيعي للعلوم العصبية، والتي تُمثل الدراسة العلمية للجهاز العصبي. وهي الفرع من البيولوجيا الذي يتناول التشريح والكيمياء الحيوية والبيولوجيا الجزيئية وعلم وظائف الأعضاء للخلايا العصبية والدوائر العصبية.

## فروع العلوم العصبية

### الفيزيولوجيا العصبية
الفيزيولوجيا العصبية هي دراسة وظيفة (بدلا من هيكل) الجهاز العصبي.
- رسم خرائط الدماغ
- فيزيولوجيا كهربائية
- تسجيل خارج الخلية
- تسجيل داخل الخلايا
- تحفيز الدماغ
- تخطيط أمواج الدماغ

### التشريح العصبي
علم التشريح العصبي هو دراسة تشريح الأنسجة العصبية والهياكل العصبية في الجهاز العصبي.
- اصطباغ مناعي

### علم الأعصاب
علم الأعصاب هو دراسة كيفية تأثير الأدوية على وظيفة الخلوية في الجهاز العصبي.
- عقاقير
- عقار نفساني التأثير
- مخدر
- ناركوتي

### علم الأعصاب السلوكي
علم الأعصاب السلوكي، المعروف أيضا باسم علم النفس الحيوي أو علم النفس البيولوجي، هو تطبيق مبادئ علم الأحياء لدراسة العمليات والسلوك العقلي في الحيوانات البشرية وغير البشرية.
- علم السلوك العصبي

### علم الأعصاب التنموي
يهدف علم الأعصاب التنموي لوصف الأساس الخلوي لتطوير الدماغ ومعالجة الآليات الكامنة. ويستند هذا المجال على كل من علم الأعصاب وعلم الأحياء التنموي لتوفير نظرة ثاقبة الآليات الخلوية والجزيئية التي من خلالها تطورت الأجهزة العصبية المعقدة.

### علم الأعصاب الإدراكي
علم الأعصاب الإدراكي معنية الدراسة العلمية للركائز البيولوجية الكامنة وراء الإدراك، مع التركيز على ركائز العصبية من العمليات العقلية.
- لغويات عصبية
- تصوير الأعصاب
- تصوير بالرنين المغناطيسي الوظيفي
- التصوير المقطعي بالإصدار البوزيتروني

### أنظمة العلوم العصبية
أنظمة العلوم العصبية هو مجال فرعي من العلوم العصبية، والذي يدرس وظيفة الدوائر العصبية والنظم. وهو مصطلح عام، يشمل عددا من مجالات الدراسة المعنية كيف تتصرف الخلايا العصبية عندما ترتبط معا لتشكيل الشبكات العصبية.
- التذبذب العصبي

### العلوم العصبية الجزيئية
العلوم العصبية الجزيئية هي فرع من العلوم العصبية تدرس بيولوجيا الجهاز العصبي مع البيولوجيا الجزيئية، وعلم الوراثة الجزيئي، والكيمياء البروتين والمنهجيات ذات الصلة.
- العلوم العصبية الغذائية
- الكيمياء العصبية

### علوم عصبية حاسوبية
تشمل العلوم العصبية الحاسوبية كل من دراسة وظائف معالجة المعلومات في الجهاز العصبي، واستخدام أجهزة الكمبيوتر الرقمية لدراسة الجهاز العصبي. وهو علم متعدد التخصصات يربط بين مجالات متنوعة من علم الأعصاب والعلوم المعرفية وعلم النفس والهندسة الكهربائية وعلوم الكمبيوتر والفيزياء والرياضيات.
- شبكة عصبونية اصطناعية
- معلوماتية عصبية
- واجهة الدماغ والحاسوب

### الفلسفة العصبية
الفلسفة العصبية أو «فلسفة العلوم العصبية» هي دراسة متعددة التخصصات لعلم الأعصاب والفلسفة. وغالبا ما يتم فصل العمل في هذا المجال إلى نهجين متميزين. النهج الأول يحاول حل المشاكل في فلسفة العقل مع المعلومات التجريبية من علم الأعصاب. النهج الثاني يحاول توضيح النتائج العلمية العصبية باستخدام الصرامة المفاهيمية وأساليب فلسفة العلم.
- نقد الوضع العلمي للعلوم العصبية
- فلسفة العقل
- أخلاقيات عصبية
- علوم عصبية حرة الإرادة

### علم الأعصاب
علم الأعصاب هو التخصص الطبي التعامل مع اضطرابات في الجهاز العصبي. وهو يتناول تشخيص وعلاج جميع فئات الأمراض التي تنطوي على الجهاز العصبي المركزي، الطرفية، والاستقلالية.
- السكتة الدماغية
- مرض الشلل الرعاش
- مرض الزهايمر
- مرض هنتنغتون
- التصلب المتعدد
- التصلب الجانبي الضموري
- داء الكلب
- انفصام الشخصية
- الصرع
- استسقاء الرأس
- تلف الدماغ
- إصابة دماغية رضية
- إصابة رأس مغلقة
- غيبوبة
- شلل
- مستوى الوعي
- جراحة الاعصاب

### علم النفس العصبي
يدرس علم النفس العصبي هيكل ووظيفة الدماغ المتعلقة بالعمليات والسلوكيات النفسية. ويستخدم المصطلح في أغلب الأحيان للإشارة إلى دراسات آثار تلف المخ في البشر والحيوانات.
- العجز عن الكتابة
- العمه
- عسر القراءة
- فقدان الذاكرة
- عمه العاهة
- حبسة
- عمه حركي
- خرف
- إهمال نصفي
- الآثار العصبية الحيوية للتمارين الرياضة

### التطور العصبي
تطور الجهاز العصبي
- تطور عصبي
- تطور الذكاء

## تاريخ العلوم العصبية
- تاريخ العلوم العصبية
- مبدأ العصبية

## الجهاز العصبي
الخطوط العريضة للجهاز العصبي في البشر
- جهد الفعل
- أستيل كولين
- أستيل كولين إستراز
- الذاكرة والشيخوخة
- دماغ ألبرت أينشتاين
- دماغ
- الجهاز العصبي المركزي
- زائدة شجرية
- الدوبامين
- الخلايا الدبقية
- دماغ بشري
- تنشيط طويل المدى
- الجهاز العصبي
- محوار
- الخلايا العصبية
- اللدونة العصبية
- ناقل عصبي
- تشابك عصبى
- اللدونة المشبكية

## منظمات العلوم العصبية
- قائمة منظمات العلوم العصبية

## الأشخاص المؤثرون في مجال العلوم العصبية
- قائمة علماء أعصاب
- اندرو هبرمان andrew huberman

## العلوم ذات الصلة
- علم الوراثة
- الكيمياء العصبية
- العلوم المعرفية
- علم النفس
- البيولوجيا الجزيئية
- الطب النفسي
- جراحة الاعصاب
- علم اللغة
- البيولوجيا التنموية
- التكنولوجيا الحيوية